# هاري نوتال
هاري نوتال (بالإنجليزية: Harry Nuttall)‏ (9 نوفمبر 1897 ببولتن في المملكة المتحدة - 30 أبريل 1969 ببولتن في المملكة المتحدة) هو لاعب كرة قدم بريطاني (وحمل سابقاً جنسية المملكة المتحدة لبريطانيا العظمى وأيرلندا) في مركز الوسط. شارك مع منتخب إنجلترا لكرة القدم. أما مع النوادي، فقد لعب مع بولتون واندررز ونادي روتشديل.

## وصلات خارجية
- هاري نوتال على موقع قاعدة بيانات كرة القدم.إي يو (الإنجليزية)
- هاري نوتال على موقع ناشيونال فوتبول تيمز (الإنجليزية)